# لمور موشی جالی
 لمور موشی جالی (نام علمی: Microcebus jollyae) نام یک گونه از سرده لمورهای موشی است.